# Галицийская битва
Галицийская битва (нем. Schlacht in Galizien) — одно из крупнейших сражений Первой мировой войны (август-сентябрь 1914), в результате которого русские войска заняли почти всю восточную Галицию, почти всю Буковину и осадили Перемышль. В операции участвовали 3-я, 4-я, 5-я, 8-я, 9-я армии в составе русского Юго-Западного фронта (главнокомандующий — генерал Н. И. Иванов) и четыре австро-венгерские армии (эрцгерцог Фридрих, фельдмаршал Гётцендорф), а также германская группа генерала Ремуса фон Войрша.

## Силы сторон
Военачальники Российской и Германской империй чётко осознавали, что если немцы превосходят русскую армию в военно-техническом отношении, то австрийцы, безусловно уступают. Поэтому у русского командования был разработан план разгромить вооруженные силы Австро-Венгрии до того, как немцы смогут прийти им на помощь.

### Русская армия
- Юго-Западный фронт. Главнокомандующий генерал Н. И. Иванов. Начальник штаба генерал М. В. Алексеев.
  - 4-я армия. Командующий генерал А. Е. Зальца, с 26 августа генерал А. Е. Эверт. Начальник штаба генерал А. Е. Гутор. 9½ пехотных и 4½ конных дивизий, 152 батальона, 155½ эскадрона и 582 орудия[прим. 1].
  - 5-я армия. Командующий генерал П. А. Плеве. Начальник штаба армии генерал Е. К. Миллер. 11 пехотных и 5 конных дивизий, 176 батальонов, 158 эскадронов и 672 орудия.
  - 3-я армия. Командующий 3-й армией генерал Н. В. Рузский, с 1 (14) сентября генерал Радко-Дмитриев. Начальник штаба армии генерал В. М. Драгомиров. 12 пехотных и 4 конных дивизии, 192 батальона, 140 эскадронов, 700 орудий.
  - 8-я армия Командующий генерал А. А. Брусилов. Начальник штаба генерал П. Н. Ломновский. 10 пехотных и 5 конных дивизий, 160 батальонов, 153¼ эскадрона, 516 орудий.
  - 9-я армия (сформирована уже во время битвы). Командующий генерал П. А. Лечицкий.

### Австро-Венгерская армия
Главнокомандующий армией и флотом эрцгерцог Фридрих. Начальник штаба генерал Конрад фон Гетцендорф.
- Группа генерала Г. Куммера. 2½ дивизии ландштурма; 1 кавалерийская дивизия
- 1-я армия. Командующий генерал Виктор Данкль. 9 пехотных дивизий; 4 бригады ландштурма ; 2 кавалерийских дивизии, 468 орудий.
- 4-я армия. Командующий генерал Ауффенберг. 9 пехотных дивизий; 2 кавалерийских дивизии, 438 орудий.
- 3-я армия. Командующий генерал Брудерман. 12½ пехотных дивизий; 4 бригады ландштурма ; 4 кавалерийских дивизии, 644 орудия.
- 2-я армия (сформирована уже во время битвы на основе группы Кёвесса и частей 2-я армии, прибывающих с сербского фронта).

## Планы сторон
План действий русского Юго-Западного фронта основывался на информации о планах развертывания австрийской армии за 1909—1912 годы, полученной русской разведкой. По ним, основные силы австрийцев должны были быть расположены к востоку от реки Сан в районе Львова. Русское командование намеревалось осуществить грандиозный охватывающий манёвр с целью окружения основных сил австрийцев, наступая четырьмя армиями с двух сторон на Львов.
Но, вскрыв утечку стратегически важной информации, австро-венгерское Верховное командование изменило план 1912 года и утвердило развертывание на 100 км западнее — и теперь уже австрийские войска нависали над северным флангом Юго-Западного фронта, охватывая своего противника. На этом фланге австрийцы и упредили русских в развертывании, создав общее превосходство в силах и средствах.
Австрийское командование предполагало главный удар нанести силами своих 1-й и 4-й армий между Вислой и Бугом в северном направлении. 3-я армия прикрывала район Львова.

## Ход битвы

### Первые бои
Австро-Венгрия объявила войну России 24 июля (6 августа) 1914. В этот день около 6 часов утра, за 12 часов до объявления войны, австрийцы у Волочиска открыли ружейный огонь по российским часовым и взорвали свой устой железнодорожного моста через пограничную реку Збруч, но границы не перешли. В Тарноруде и Сатанове началась ружейная перестрелка.
26 июля (8 августа) 1914 на российскую территорию вторглась, переправившись через Вислу, 7-я австро-венгерская кавалерийская дивизия и направилась к Климантову. На следующий день сильные австрийские колонны заняли Мехов и Водзислав. 7-я австро-венгерская кавалерийская дивизия, которой был придан польский легион Пилсудского, заняла Кельцы, но 2 (15) августа 1914 вступила в бой с российской 14-й кавалерийской дивизией и отступила из города.
29 июля (11 августа) 1914 российская 7-я кавалерийская дивизия с боем заняла австрийский город Сокаль.
1 (14) августа 1914 российская 1-я Донская казачья дивизия после боя у Белжеца заняла местечко Нароль.
3 (16) августа 1914 2-я австро-венгерская кавалерийская дивизия прорвалась к городу Владимиру-Волынскому. В этом городе находился закончивший свою мобилизацию Бородинский 68-й пехотный полк. Он отбил все попытки австрийцев проникнуть в город и австрийская конница, понеся большие потери, отступила.
4 (17) августа 1914 у Сатанова 5-я австро-венгерская кавалерийская дивизия переправилась через Збруч. Однако в тот же день она была остановлена российской пехотой и кавалерией (2-я Сводная казачья дивизия, 14-й стрелковый полк 4-й стрелковой бригады и Замосцкий 60-й пехотный полк) и отброшена обратно за Збруч. В тот же день 1-я австро-венгерская кавалерийская дивизия переправившаяся через реку Збруч против Каменец-Подольска, имела вначале некоторый успех. Оттеснив российскую пограничную стражу, она обстреляла и заняла город. На следующий день передовые части неприятельской конницы, наступавшие по шоссе Каменец-Подольск — Дунаевцы, заняли местечко Маков (на середине пути между этими двумя пунктами). Но дальнейшее продвижение австрийцев к Дунаевцам было остановлено 1-й Кубанской льготной казачьей дивизией.
Австрийская конница 6 (19) августа 1914 вынуждена была оставить Каменец-Подольск, не успев собрать контрибуции, наложенной на город.
Австро-венгерский главком, вследствие плохой работы 1-й, 5-й и 8-й кавдивизий, имел ложное представление о диспозиции русских войск в Подолии, что впоследствии привело к получению внезапного удара от 8-й армии.

### Российское наступление на левом фланге
На левом крыле Юго-Западного фронта 8-я армия генерала Брусилова начала наступление 5 (18) августа 1914 года. За три дня она достигла линии государственной границы на реке Збруч и 7(20) августа перешла её. Продолжая наступление, 8-я армия 10(23) августа преодолела реку Серет, которую австро-венгерское командование решило не оборонять, а затем Стрыпу. Лишь на реке Коропец 12(25) августа частям 8-го и 12-го корпусов пришлось вести упорные бои с неприятелем. За восемь дней наступления 8-я армия преодолела 130—150 км.
6 (19) августа 1914 года началось наступление 3-я армии Рузского. Наступление 3-й армии развивалось почти беспрепятственно. Слабые части войск прикрытия противника поспешно отходили, боевые столкновения были редкими. За шесть дней армия продвинулась на 90-100 км.
8 (21) августа между русской 10-й кавалерийской дивизией генерала графа Ф. А. Келлера и 4-й австрийской кавалерийской дивизией генерала Эдмунда Риттера фон Заремба произошёл встречный бой у Ярославиц (последнее крупное кавалерийское сражение в истории), в котором русская кавалерия одержала громкую победу.
Австро-венгерское командование не предполагало, что русские смогут быстро сосредоточить крупную группировку восточнее Львова. Считалось, что для обороны восточной Галиции достаточно армии Брудермана и группы Кевесса. Кроме того, 3-я армия была ослаблена выделением из неё группы Иосифа Фердинанда на помощь 4-й армии Ауффенберга. Брудерману было приказано активно оборонять Галицию. Ему надлежало к исходу 12(25) августа развернуть свои войска восточнее Львова, а на следующий день перейти в наступление с целью разбить русские армии, но соотношение сил было не в пользу австрийцев.
Целый ряд сражений в ходе Галицийской битвы состоялся в форме встречного сражения.

### Битва при Краснике
На Люблинском направлении в начале битвы военно-оперативная обстановка для русских войск складывалась неблагоприятно.
10 (23) августа 1914 на Люблинском направлении 4-я русская армия барона Зальца в составе XIV, XVI и Гренадерского корпусов наступала к югу на 75-километровом фронте, имея ближайшей задачей разбить австрийцев, обнаруженных разведкой к северу от Таневской лесной полосы в 35—40 км к югу от исходного положения 4-й армии. Навстречу ей наступала 1-я австрийская армия Данкля в составе I, V и X корпусов, имея ближайшей задачей «разбить противника, сосредоточившегося у Красника, охватывая его левым крылом армии».
Утром 10 (23) августа соединения 1-го и 5-го корпусов австрийцев атаковали двигавшиеся от Красника части 14-го русского корпуса. Упорный бой продолжался до вечера. Под натиском превосходящих сил австро-венгров русские вынуждены были отступить. На следующий день Данкль приказал продолжать наступление, намереваясь охватить правый фланг 4-й армии. Зальца решил, обороняясь 14-м корпусом у Красника, атаковать центр и правый фланг противника войсками 16-го и гренадерского корпусов. Боевые столкновения протекали с переменным успехом. После двухдневных тяжёлых боёв 4-я русская армия отошла к Люблину и перешла к обороне. Отход продолжался 12—13 августа.
С 14 (27) августа по 2 сентября шли оборонительные бои на фронте возле Люблина. Попытки дальнейшего наступления 1-й австро-венгерской армии были отражены.

### Томашевское сражение
12 (25) августа 5-я русская армия Плеве заняла следующее положение: 25-й корпус в контакте с левым флангом 4-й армии развернулся на высотах у Замостья, 19-й и 5-й корпуса сосредоточились против Томашова, 17-й корпус прикрывал операцию слева. Навстречу ей наступала 4-я австро-венгерская армия генерала Ауффенберга. План Ауффенберга был основан на стремлении к двустороннему обходу 5-й армии русских.
В первый день частям 2-го корпуса австро-венгров удалось нанести поражение правофланговому 25-му корпусу русских, который отступил на Красностав по обоим берегам реки Вепрж. 19-й корпус был потеснён в сторону Комарова.
На следующий день Ауффенберг решил продолжать свой манёвр. Генерал Плеве также готовился к активным действиям, направляя основные усилия для разгрома австро-венгерских войск у Томашова. 19-му корпусу предстояло наступать с севера, а 5-му — с востока. 25-й корпус, несмотря на понесённое им накануне поражение и сильно откинутый назад левый фланг, должен был вновь перейти в наступление и овладеть Замостьем. Левофланговый 15-й корпус подтягивался ближе к 5-му корпусу.
14 (27) августа и 15 (28) августа прошли в ожесточённых атаках с обеих сторон. 25-й корпус русских не смог выполнить свою задачу и продолжал отступление в районе Красностава. 19-й, 5-й и 17-й корпуса отражали натиски австро-венгров. Серьёзная неудача постигла 17-й корпус 15 (28) августа. Внезапным ударом во фланг со стороны группы Иосифа Фердинанда он был оттеснён к северу.
Боевые действия 16 (29) августа — 17 (30) августа не принесли успеха русским. Наступление 25-го корпуса было отражено австро-венграми. Группа Петра Фердинанда (13-я и 25-я дивизии), атаковав 19-й корпус с запада и северо-запада, охватила его правый фланг. Оценив обстановку, Плеве приказал своей армии отойти на север, на одну линию с 4-й армией. Имелось в виду усилиться на этой линии, а затем перейти к общему наступлению одновременно с 4-й армией. Отход продолжался 19 августа (1 сентября) — 20 августа (2 сентября).
5-я армия в Томашевском сражении попала в более трудную ситуацию, и ряд её корпусов также потерпел поражение. Но армия избегает разгрома и, отойдя на север, приводит себя в порядок и производит перегруппировку. Данный отход возвращает армии свободу манёвра.
Главное — это то, что 4-й и 5-й армиям удалось избежать окружения. Причем эти события дали русскому командованию выигрыш времени, что было крайне важно — ведь первоочередным в ходе оперативного «мятника» Галицийской битвы было то, когда быстрее наступит успех: от действий 1-й и 4-й армий австрийцев на северном фланге битвы, либо 3-й и 8-й армий русских — на южном.
Особое значения в этих событиях имели действия конницы.

### Сражение на Гнилой Липе
13 августа (26 августа)—15 августа (28 августа) на реке Золотая Липа произошло встречное сражение между 3-й австро-венгерской и 3-й русской армиями. В течение первых двух дней русские остановили наступление противника, заставив его перейти к обороне. На третий день они начали преследование, продвигаясь с боями в центре и на левом фланге. Попытка австро-венгерского командования остановить продвижение русских нанесением контр-удара окончилось неудачей. На всём 60-километровом фронте от Каменки-Струмиловой до Дунаюва австрийские войска были разбиты и отходили в большом беспорядке. Брудерман отвёл войска на реку Гнилая Липа, чтобы там оказать сопротивление русским.

В течение трёх дней на реке Гнилая Липа шли ожесточённые бои. Австрийское командование стремилось упорной обороной с фронта и ударом со стороны Галича нанести поражение русским войскам. Соединения армии Брусилова разгромили 12-й корпус австрийцев, действовавший на стыке 8-й и 3-й русских армий и создали угрозу охвата всей австро-венгерской группировки, располагавшейся южнее Львова. Враг начал отступать. Одновременно была отбита атака австрийцев в районе Галича. Важное значение имел Янчинский бой. После боёв 18 (31) августа на реке Гнилая Липа разбитые австро-венгры бросая винтовки, орудия, зарядные ящики, повозки, в полном беспорядке отошли по всему фронту в направлениях на Львов, Николаев и Галич. 
Большого успеха добились и войска 3-й армии. Наступавший на её правом фланге 21-й корпус нанёс поражение группе Демпфа, обратив противника в беспорядочное бегство. 21 августа (3 сентября) русские войска взяли Львов, а 22 августа (4 сентября) — Галич.
Галич-Львовская операция серьёзно изменила обстановку на всём юго-западном стратегическом направлении. Оказались разгромлены 2 армии противника и сорваны попытки последнего сковать русских и прикрыть правый фланг ударной группировки. Австрийцы понесли огромные потери — и в людях, и в вооружении (лишь на Золотой Липе только пленными более 10 тыс. человек и 50 орудий), лишились важных опорных пунктов. Победа состоялась в тот период, когда во Франции войска Антанты ждали поражения.

### Городокское сражение
Оборонявшие Холм и Люблин 4-я и 5-я армии получили подкрепления. На правом фланге фронта была образована 9-я армия генерала П. А. Лечицкого. В её состав вошли 18-й и 14-й корпуса. 21 августа (3 сентября) Иванов отдал директиву о переходе в общее наступление. 9-я, 4-я и 5-я армии должны были наступать в юго-западном направлении на нижний Сан. 3-я армия получила приказ нанести удар на северо-запад во фланг и тыл 1-й и 4-й армий австрийцев. Против 3-й и 2-й австро-венгерских армий командование фронтом оставляло 8-ю армию Брусилова.
20 августа (2 сентября)—22 августа (4 сентября) 4-я русская армия нанесла поражение группе Куммера. В то же время был разбит 10-й корпус армии Данкля.
Конрад фон Гётцендорф решил за счёт сил 4-й армии прийти на помощь 3-й армии и перебросил 4-ю армию на Львовское направление. Создав превосходство на Галич-Львовском направлении (три армии против двух), австро-венгерские войска 28 августа (10 сентября) перешли в наступление с линии Городок — Рава-Русская. В тяжёлых боях у Равы-Русской русские войска остановили австрийское наступление.
29 августа (11 сентября) Конраду стало ясно, что его план наступления на Львов не удался. Он приказал прекратить боевые действия и отвести армии за реку Сан.
Таким образом, попытка австрийского командования, прервав наступление между Вислой и Бугом и собрав на правом фланге более 2/3 всех своих сил в Галиции, разгромить русские 3-ю и 8-ю армии и освободить Львов, после 6-дневных тяжелых боёв закончилась фиаско — несмотря на тактические успехи австрийских 2-й и 3-й армий австрийцев. Опасаясь за коммуникации, 30 австрийских дивизий были вынуждены спешно отходить — ведь над ними нависла угроза с севера, угроза флангового удара от 9-й, 4-й и 5-й армий.
Австрийцы, по словам М. Ауффенберга, называли Городокское сражение «призывом к счастью», понимая маловероятность переломить ситуацию. Они боролись упорно и ожесточенно, но потерпели в конечном итоге общее поражение.
К 8 (21) сентября русские войска заняли почти всю восточную Галицию, почти всю Буковину с г. Черновцами и осадили Перемышль. Тем не менее, австро-венгерские армии ещё сохраняли боеспособность и 16 (29) сентября перешли в контрнаступление, в ходе которого оттеснили русские армии за Нижний Сан, а южнее — немного восточнее долготы Перемышля. Лишь после новой победы, русские продолжили наступление, в ходе которого 10 (23) сентября русская армия взяла Лупковский перевал и перешла Карпаты, к концу ноября были заняты города Медзилаборце, Свидник, Гуменне, Снина.

## Итоги
В этом грандиозном сражении австрийские войска потерпели поражение, что позволило русским компенсировать поражение в Восточно-Прусской операции. Планы германского командования удержать весь Восточный фронт силами только австро-венгерской армии потерпели крах. Для поддержания союзника Германия перебросила на юг крупные силы.
Но (в отличие от немцев) австрийская армия смогла выполнить свою часть шлиффеновского планирования — фронт на востоке был сохранен (причем дольше требовавшихся Германскому блоку 9-ти недель).
В ходе этой операции армия Российской империи выполнила свой союзнический долг, что на время спасло Сербию от разгрома — и сам факт её существования ещё в течение года как воюющей стороны рядом с могучей Австро-Венгрией стал важнейшей заслугой русских войск. Благодаря этому удалось сохранить Балканский фронт. И данный факт для Антанты переоценить сложно.

## Потери сторон
По российским данным, в ходе битвы австро-венгерские войска потеряли до 300 000 человек убитыми и ранеными, до 100 000 пленными, 600 орудий (400 орудий стали трофеями русских). По опубликованным в 1923 году в Вене данным, потери австро-венгерских армий составили: 1-я армия — около 90 000 человек, 2-я армия — около 33 000 человек, 3-я армия — около 109 000 человек, 4-я армия — около 90 000 человек. Потери русских доходили до 230 000 человек, из них 40 000 пленных, и 400 орудий (94 орудия стали трофеями австрийцев).

## Посещение императором Николаем II
После присоединения Галиции к Российской империи, Николай II в апреле 1915 года побывал в Перемышле и во Львове, где ему было продемонстрировано восторженное обожание его новых подданных. Газеты писали: «Посещение великим хозяином всея Руси отвоеванной Галиции, коренной русской вотчины, знаменует монарший привет освобожденному от швабского ига краю; бесповоротную потерю Австрией Галиции». 22 апреля во Львове Император, обращаясь к собравшимся по этому случаю галичанам, произнес речь патриотического содержания, призывая: «Да будет единая, могучая нераздельная Русь!».
Но уже 2 мая началось наступление германской армии, приведшее вскоре русскую армию к Великому отступлению 1915 года.

## Отражение в культуре
- в DLC к игре Battlefield 1 карта «Галиция»
- Русский Львов (1914) на YouTube
- Известная песня «Галицийские поля», предположительно появившаяся после Галицийской битвы.